# Perilampus nola
Perilampus nola är en stekelart som beskrevs av Nikol'skaya 1952. Perilampus nola ingår i släktet Perilampus och familjen gropglanssteklar.
Artens utbredningsområde är:
- Kazakstan.
- Mongoliet.

Inga underarter finns listade i Catalogue of Life.